# Проспект Жибек Жолы
Проспект Жибек Жолы — улица в центре города Алма-Ата, её пешеходная часть известна в обиходной речи горожан как «Арбат».

## Структура
Улица Жибек Жолы находится в Медеуском и Жетысуском районах, между улицами Гоголя и Макатаева. Начинается от ЦПК и О им М.Горького и доходит до улицы Масанчи, пересекает улицы и проспекты Барибаева, Достык, Кунаева, Назарбаева, Абылай хана, Наурызбай батыра, Сейфуллина. Протяженность 4200 м.
Улица односторонняя для транспорта от улицы Калдаякова и до улицы Кунаева.

## История
Улица с XIX века коммерческая и деловая часть города. Улица связана с историко-революционными событиями: здесь проходили демонстрации трудящихся, размещались штаб войск Семиреченской области, редакция Семиреченской крестьянской газеты. По традиции на месте гостиного двора расположен Центральный рынок (Зелёный базар). На улице размещены торговый центр «Зангар» (бывший ЦУМ), Дом тканей «Кызыл-Тан» (в прошлом Торговый дом — памятник деревянного зодчества, взят под охрану государством). В советское время на улице располагались специализированные магазины: «Голубой экран», «Объектив» и «Сулу». В конце 1980-х годов движение автотранспорта было перекрыто от улицы Абылай хана до улицы Кунаева. На пресечении с улицей Фурманова возведен мост.

## Происхождение названия
Изначально называлась Торговой. В 1936 году переименована в честь русского советского писателя Максима Горького. В 1990-х годах переименована в Жибек Жолы (по каз. Шёлковый путь)

## Озеленение и благоустройство
В советские годы улица реконструирована и благоустроена, озеленена лиственными породами деревьев таких как: карагач и клён. Были проложены магистральные оросительные арыки, в которые летом ежедневно пускалась вода с головного арыка.

## Примечательные здания и сооружения
В современных по архитектуре зданиях в советское время размещались исполком Ленинского района, районный комитет ЛКСМК, комплекс зданий издательства ЦК Компартии Казахстана, «областное управление охраны лесного хозяйства и охраны леса», трест «Казсельстройдеталь», ГПИ-9 Минлегпрома СССР, Казахское добровольное общество охраны природы, средняя школа № 54 им. Панфилова, Аэровокзал. Историческая застройка улицы представлена зданием магазина «Кызыл-Тан».

## Транспорт

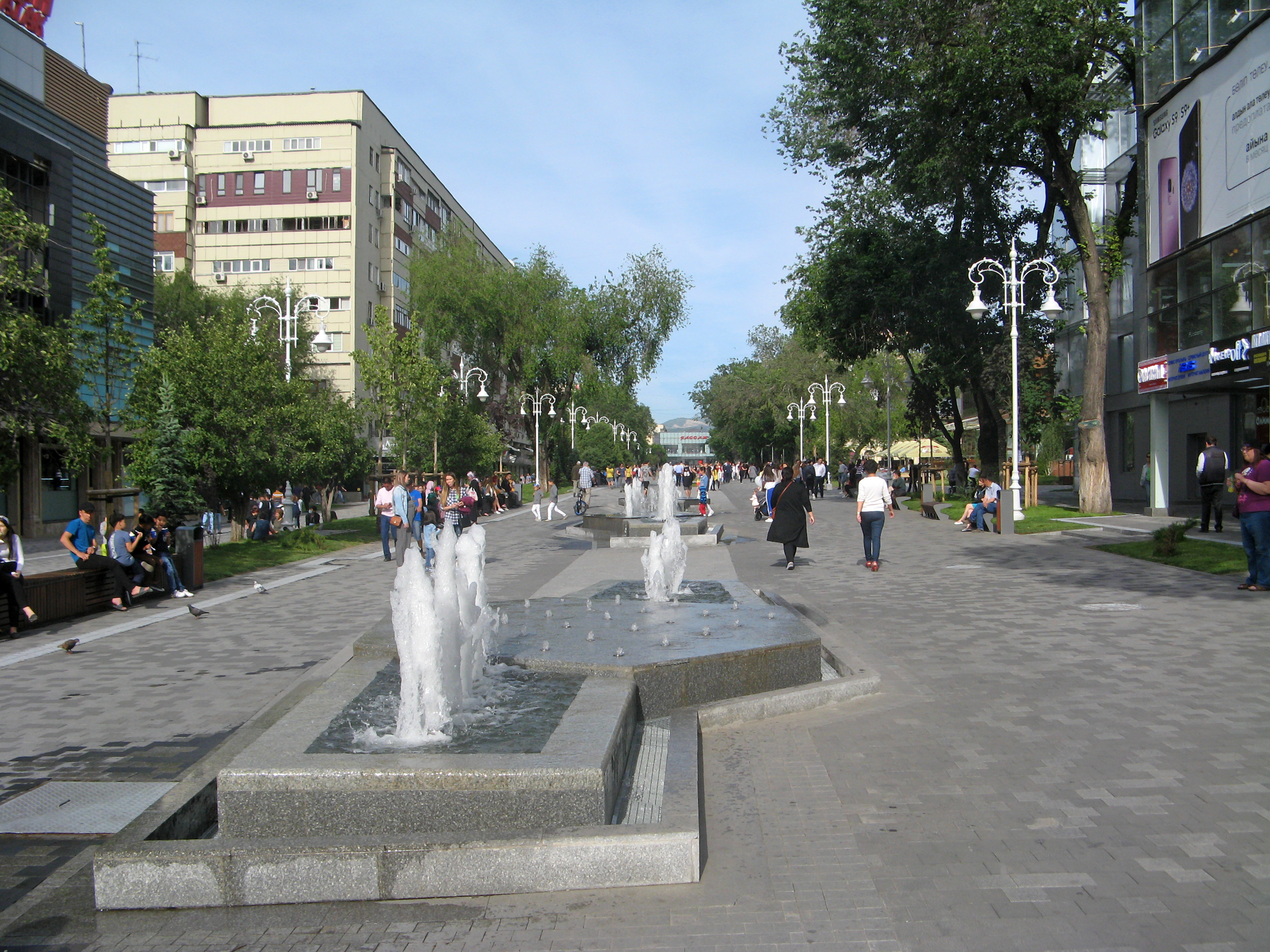
Жибек Жолы, 2018 год

На улице проходят троллейбусные маршруты.
- № 9: ул. Кожабекова, ул. Розыбакиева, ул. Гагарина, ул. Тимирязева, ул. Байтурсынова, ул. Курмангазы, ул. Масанчи, ул. Кабанбай батыра, ул. Достык, ул. Богенбай батыра, ул. Калдаякова, Зелёный базар, ул. Гоголя, ул. Жибек Жолы, ул. Пушкина.
- № 11: Зелёный базар, ул. Жибек Жолы, ул. Пушкина, ул. Гоголя, Парк 28 Панфиловцев, ул. Калдаякова, ул. Богенбай батыра, ул. Достык, ул. Абая, КазНАУ, КАЗНТУ, АУЭС, ул. Байтурсынова, КазНУ, ул. Тимирязева, Плодоконсервный завод, ул. Жандосова, КазЭУ, ул. Алтынсарина, мкр-ны 1,2,4,5,7,8,10,11,12, ул. Саина, ул. Жубанова, рынок «Арыстан», мкр. Аксай-4, мкр. Аксай-5, ул. Момышулы, ул. Маречека, конечная мкр. Аксай-3.
- № 19:Зелёный базар, ул. Жибек Жолы, ул. Пушкина, ул. Гоголя, Парк им.28 Панфиловцев, ул. Калдаякова, ул. Богенбай батыра, ул. Достык, ул. Абая, КазНАУ, ул. Утеген батыра, мкр. Сайран, мкр. Тастак 1, Автовокзал «Сайран», ул. Райымбека, конечная ул. Емцова, ул. Рыскулова, троллейбусный парк № 3.